# Anomis hedys
Anomis hedys är en fjärilsart som beskrevs av Dyar 1914. Anomis hedys ingår i släktet Anomis och familjen nattflyn. Inga underarter finns listade i Catalogue of Life.